# Arena Nordvest
De Arena Nordvest (Atlanten Kunstisbane) is een ijsbaan in Kristiansund in de provincie Møre og Romsdal in het midden van Noorwegen. De overdekte kunstijsbaan is geopend in 2018 en is daarmee de vierde overdekte ijsbaan in Noorwegen. De ijsbaan ligt op 22 meter boven zeeniveau. De ijsbaan is de opvolger van de openlucht-kunstijsbaan Lerøy kunstisbane.
De ijsbaan bestaat uit een 400 meter langebaanschaatsbaan, een ijshockeybaan, twee curlingbanen en een bandybaan.
De ijsbaan is gebouwd door Best-Hall Oy. De totale projectkosten bedroegen 41.567.000 Noorse kronen, van dit bedrag is naar schatting vijf miljoen afkomstig van spelfondsen, zes miljoen van programmamiddelen, acht miljoen van Sparebank 1 Nordvest, 11 miljoen van de gemeente Kristiansund gezamenlijk met de provincie en 567.000 kronen uit het subsidiefonds 'spillemidler til utstyr' van het Norges idrettsforbund.

## Lerøy kunstisbane
De Lerøy kunstisbane (voormalige naam: Nordea kunstisbane) is een voormalige ijsbaan in Kristiansund in de provincie Møre og Romsdal in het midden van Noorwegen. De openlucht-kunstijsbaan is geopend op 24 januari 2009 en lag op 22 meter boven zeeniveau. De openingsceremonie werd verricht door Hjalmar Andersen in het bijzijn van Fred Anton Maier en Knut Johannesen. De ijsbaan heeft nog geen nationale of internationale wedstrijden georganiseerd, maar uitsluitend clubwedstrijden. De ijsbaan werd ook gebruikt als bandybaan.
De bouw kostte ongeveer 55 miljoen Noorse kronen. Om de ijsbaan te kunnen exploiteren werd naast de ticketinkomsten ook energie verkocht aan scholen en waterparken.
In januari 2009 werd de ijsbaan failliet verklaard. De opbrengsten uit de verkoop van de energie viel tegen, waardoor de ijsbaan niet meer rond kon komen.
Op 26 oktober 2010 besloot de gemeenteraad van Kristiansund om de ijsbaan te redden en de ijsbaan over te kopen. De gemeente betaalde aan de hypotheekhouders 7 miljoen Noorse kronen.
Op 2 oktober 2012 werd de naam veranderd van de Nordea kunstisbane naar Lerøy kunstisbane.
In het voorjaar van 2016 werd besloten om ijsbaan te overdekken. De ijsbaan werd gesloten in het winterseizoen 2016/2017 om te kunnen beginnen met de bouwwerkzaamheden. De opening stond gepland voor oktober 2017. Anno december 2017 is de ijsbaan echter nog niet klaar.